# Schizocosa crassipalpata
Schizocosa crassipalpata är en spindelart som beskrevs av Roewer 1951. Schizocosa crassipalpata ingår i släktet Schizocosa och familjen vargspindlar. Inga underarter finns listade i Catalogue of Life.